# Minytrema melanops
Minytrema melanops är en fiskart som först beskrevs av Constantine Samuel Rafinesque 1820.  Minytrema melanops ingår i släktet Minytrema och familjen Catostomidae. Inga underarter finns listade i Catalogue of Life.